# Dub Pistols
Dub Pistols est un groupe de dub/big beat londonien fondé en 1996 grâce à Barry Ashworth. Celui-ci rencontrera John King (guitariste), Jason O'Bryan (bassiste), T.K. Lawrence (chant), Jack Cowens (batterie) et Steeve Hunt (table de mixage). Le groupe se distingue par de nombreux featuring avec certains chanteurs-compositeurs comme Terry Hall (du groupe The Specials), James Dewes Sheffield (JMS), ou encore Rodney P.
Le style musical du groupe évolue dans plusieurs directions : le dub, le hip-hop, le big beat, le ska, le reggae, voire le punk. Ce style peut varier d'un album à un autre, ou bien d'une chanson à l'autre.
Bon nombre des chansons de Dub Pistols ont été utilisées pour des jeux vidéo tels que Tony Hawk's Pro Skater 2 (Cyclone) ou Final Fight: Streetwise, Dance Dance Revolution X, et bien d'autres encore.

## Discographie
- Point Blank (1998)
- Six Millions Ways to Live (2003)
- Speakers and Tweeters (2007)
- Rum & Coke (2009)
- Re-Hash (2011)
- Worshipping the Dollar (2012)
- Return of the Pistoleros (2015)
- Crazy Diamonds (2017)
- Addict (2020)